# Pubarquia
La pubarquia es refereix a la primera manifestació de borrissol púbic en un púber. La pubarquia és un dels canvis físics de la pubertat, i pot succeir que siga independent d'una completa pubertat.

## Nenes
A les nenes el borrisol comença a aparèixer-les al costat dels llavis majors, entre els nou i els onze anys. A poc a poc, en uns mesos, com a molt un any, la superfície amb borrissol es va estenent a tota la vulva, del centre cap enfora.

## Nens
Als nens, la pubarquia implica l'augment dels nivells d'andrògens de la glàndula suprarenal o dels testicles, però accidentalment pot resultar d'una exposició d'un xiquet a un anabòlic esteroide.
Quan la pubarquia es presenta prematurament (a principis o a edat mitjana de la infància), es registra com una prematura pubarquia i és passible d'una avaluació diagnòstica. L'adrenarquia prematura és la causa més comuna d'aquesta prematura pubarquia. Causes rares poden ser pubertat precoç, hiperplàsia congènita adrenal, i tumors productors d'andrògens de les adrenals o de les gònades. Quan hi ha adrenarquia, han d'estudiar-se possibles condicions patològiques, i el terme pubarquia prematura aïllada s'usa per a descriure un desenvolupament inexplicat de borrissol púbic a edat prematura sense altres canvis hormonals o físics de la pubertat.